# Pieter Huistra
Pieter Huistra (Goënga, Súdwest-Fryslân, 18 de gener de 1967) és un exfutbolista neerlandès. Va disputar 8 partits amb la selecció dels Països Baixos.